# Género X

La bandera de género X

El género X (Xジェンダー x-jendā?), en ocasiones también llamado X-gender o X-género, es un tercer género que se diferencia de M, de masculino, y F, de femenino. El término se usa en lugar de no binario y genderqueer en Japón.
En 2019 el Instituto de Investigación LGBT de Japón realizó una encuesta en línea y recopiló 348.000 respuestas válidas de personas de entre 20 y 69 años, no todas ellas pertenecientes al colectivo LGBT. El 2,5% de las personas encuestadas se autodenominaban personas de género X.
Ejemplos destacados de personas que se definen como «género X» son Yūki Kamatani y Yuu Watase.

## Origen del término
El término japonés X-género se compone de una X que indica indeterminación de género y el préstamo lingüístico gender del inglés, aunque puede tener connotaciones algo diferentes del término inglés. Históricamente, los términos internacionales “transgénero”, “género queer” o “no binario” o sus equivalentes en japonés rara vez se han usado por esas identidades de género en Japón.
Se cree que la región de Kansai en la isla principal japonesa es donde tuvo origen el término, ya que apareció de forma continua en publicaciones de grupos queer (homosexuales) a lo largo de la década de 1990, aunque se desconoce su origen exacto. El significado se considera y define en detalle por primera vez en un número de la revista Poco a poco, publicada por G-Front Kansai en 2000, que contenía varios artículos sobre personas de género X. Además, el término también aparecía en el glosario. El término se hizo más conocido a través de uno de los miembros fundadores del grupo, que participó en varias entrevistas y documentales hablando de ello. Como resultado, el término se hizo más común a través de su uso en las redes sociales y aumentó la concienciación sobre el discurso de género en la opinión pública.

## Clasificación
El género X se considera parte del espectro transgénero y a menudo se considera un trastorno de identidad de género (性同一性障害 seidōitsuseishōgai?). Dado que el género X abarca una amplia variedad de identidades de género, no existe una definición clara de esta categoría en términos de un género específico; algunos grupos queer utilizan tres subgrupos, pero no tienen un alcance generalizado:
- Ryōsei (両性?): personas con características de ambos géneros (bigénero/andrógino);
- Chūsei (中性?): personas con una identidad de género no binaria;
- Musei (無性?): personas sin características sexuales binarias (intersex) o que no se consideran de ningún género (agénero).

La terminación -sei (性?) presente en los nombres de los subgrupos hace referencia al género tanto como identidad y como característica biológica.
Además hay un cuarto subgrupo
- Futeisei (不定性?): personas cuya identidad de género fluctúa entre dos géneros concretos (género fluido)[18]

Existen varias definiciones de la identidad de género género X, incluyendo, entre otras, las anteriores, y además variaciones de neutralidad como la «neutralidad con tendencia masculina», la neutralidad con una identidad de género distinta al binarismo de género, y varios géneros siendo uno más predominante que el otro, de forma que cada término puede significar un rango de cosas en cada persona.
Los significados de “transgénero” y “trastorno de identidad de género” hacían referencia originalmente a la transición completa entre los sexos binarios hombre-mujer (transexualidad). Esta idea parte de que sólo existían estos dos géneros combinados con la heteronormatividad de su respectiva orientación sexual. Sin embargo, el género X japonés ofrece una posibilidad indefinida de identidades de género que no se ajustan a esa categoría sin cuestionar su binariedad o heteronormatividad.
- Las personas intersexuales se describen como XtX, y, en ocasiones, XtM y XtF, dependiendo de su identidad de género.[21]

- Las personas a las que se les asigna el género femenino al nacer se describen como FtX, de manera análoga a las personas transgénero FtM.
- Las personas a las que se les asigna el género masculino al nacer se describen como MtX de manera análoga a las personas transgénero MtF.